# Acadèmia de Cavalleria de Valladolid
L'Acadèmia de l'Arma de Cavalleria de Valladolid es va instal·lar en 1852 a l'edifici que uns anys abans s'havia pretès utilitzar com a presidi. L'actual edifici va ser construït en els anys de 1920, és de gran valor, llegat de l'arquitectura historicista i monumental de les primeres dècades del segle xx. Se situa enfront del Parc del Campo Grande, en l'actual Plaça Zorrilla i prop de la Parròquia de San Ildefonso de Valladolid.

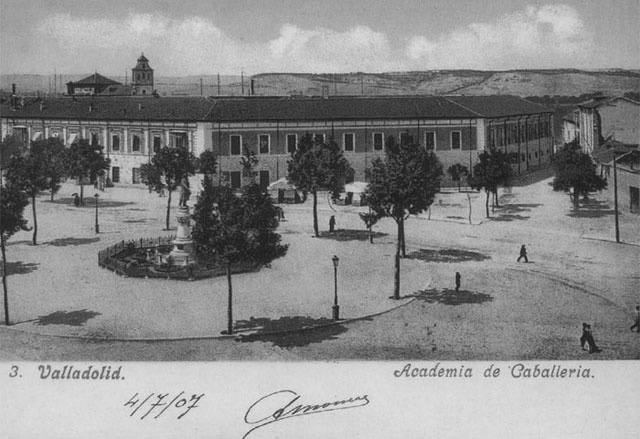
Imatge de l'Octógono, anterior edifici que es va cremar en 1915.

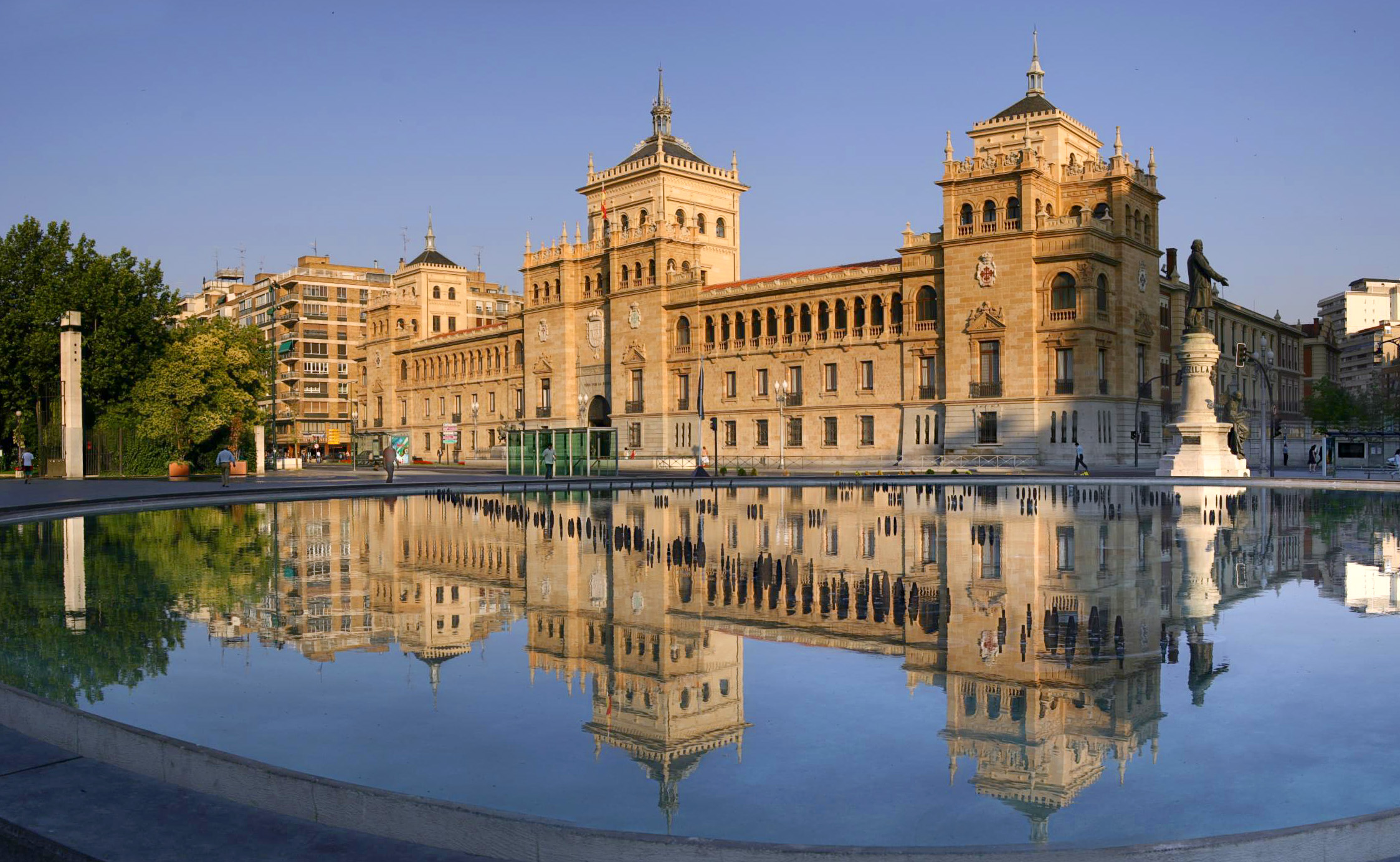
Acadèmia de Valladolid

## Història
Des de la Desamortització, el militar va substituint en importància al religiós. Com a conseqüència, molts dels convents i col·legis són ocupats per casernes, que també s'instal·len en edificis de nova construcció. L'origen de l'Acadèmia es remunta a 1850, quan per Reial Ordre es crea el Col·legi de Cavalleria d'Alcalá de Henares. En 1852 es trasllada a Valladolid.
L'edifici que es pot contemplar avui substitueix un anterior conegut com El Octógono a causa de la forma de la seva planta. Havia estat concebut com a presidi i construït en 1847, sobre un espai sense edificar conegut com a camp de la fira. La seva organització era la típica per a arquitectura carcerària de la seva època amb planta baixa i un pis i façanes molt sòbries, si bé es va reformar en part perquè l'Acadèmia de Cavalleria l'ocupés en 1852. A l'octubre de 1915 El Octógono va ser destruït per un incendi i l'any 1916 es decreta que el museu de l'Acadèmia sigui traslladat a Madrid, a la Caserna del Rosario i en 1928 a la Caserna del Comte Duc, també a Madrid.
L'edifici actual es va començar a construir en 1921 sobre el solar de El Octógono, seguint un projecte del comandant d'enginyers Adolfo Pierrad Pérez. La col·locació de la primera pedra i lliurament d'un estendard brodat per la reina Victòria Eugènia de Battenberg es va realitzar els dies 4 i 5 de maig de 1921, a la qual van assistir els Reis i una representació de tots els Regiments de l'arma amb els seus estendards. L'1 de març de 1924 es va inaugurar part del nou edifici. Segueix les tendències del moment, monumentalistes, regionalistes i de gust historicista, que rescaten com a imatge de Castella el primer Renaixement, amb detalls de l'arquitectura tradicional. Està inspirat en les formes del Palau de Monterrey de Salamanca (motiu pel qual es va usar la pedra arenisca, pròpia de la ciutat de Salamanca) i en l'edifici de la Diputació de Palència, de Jerónimo Arroyo. Amb planta en O, les torres organitzen la façana i la seva relació amb els carrers que arriben a la plaça. El granit del seu sòcol proporciona un contrast de color amb l'arenisca emprada en la resta de l'edifici i ressalta la fortalesa del basament, donant una adequada formalització a l'assentament de l'edifici sobre el sòl. La façana, de gran bellesa, és longitudinal i emfàtica, articulada gràcies a les tres torres, que jerarquitzen l'edifici. La composició de la façana es va fent, conforme es va pujant, menys massissa, acabant amb una galeria d'arcs i una graciosa balaustrada. La construcció en pedra és impecable i els especejaments dels elements constructius estan molt bé executats i valorats plàsticament. En diverses panòplies es troben les creus dels ordes militars d'Alcántara, Santiago, Calatrava i Montesa. Es nota la simetria en cantonada, pròpia del Renaixement, que observa l'edifici.
Enfront de la porta principal es troba el Monument als Caçadors d'Alcántara, obra de Marià Benlliure, inaugurada el 25 de juny de 1931.
En 1930 el Museu de Cavalleria s'estableix, una altra vegada, al nou edifici de l'Acadèmia de l'Arma a Valladolid, on romandrà fins a 1933, any en què es crea el Museu de l'Exèrcit i desapareixen els museus de les Armes. D'aquesta manera, gran part dels fons d'aquest museu procedeixen de l'antic museu de Valladolid.
A l'octubre de 1939, sota el govern de Franco, la Direcció general d'Ensenyament Militar nomena a cinc caps per dirigir les Acadèmies, que ressusciten de les seves cendres després de la seva dissolució per part d'Azaña. L'Acadèmia de Cavalleria de nou emplaçada en Valladolid va a ser dirigida pel coronel de cavalleria Álvaro Pita da Veiga y Morgado.

## Museu de l'Acadèmia de Cavalleria
L'actual Museu Específic, diferent al primitiu, es crea a partir de 1975. Entre els seus fons podem trobar pintures (retrats, miniaturas), armes, estendards, una col·lecció de soldats de plom dels regiments de cavalleria, trofeus, fotografies, ferradures, una col·lecció de cadires de muntar i diverses mantellines.
Entre les pintures destaquen l'impressionant quadre Batalla de Treviño, a causa del pinzell de Víctor Morelli del que ressalten els llancers, els batallons carlistes, el paisatge muntanyenc i el retrat eqüestre d'Alfons XIII, pintat per Román Novarro.
El museu disposa d'una important col·lecció d'armes que es remunten al segle xvi. Destaquen sis archas pertanyents a la Guàrdia Real de Carles I, Felip II i Felip III, al costat d'un campilán filipí i dos nimxa marroquins. També una col·lecció d'armes blanques dels segles XIX i XX, pistoles, revòlvers, metralladores, diferents armes curtes, dues alabardas de la Guàrdia Reial d'Alfons XII i sabres reglamentaris de Cavalleria (1860 a 1943).
Entre les escultures destaquen dues obres de Marià Benlliure (datada en 1924) que representa a Miguel Primo de Rivera i una còpia en bronze de l'estàtua eqüestre de la reina Victòria Eugènia que en l'actualitat s'exposa en el Museu de l'Exèrcit. Altres escultures destacades són un grup escultòric en guix pintat de l'escultor Ángel Díaz Sánchez que representa a una gitana que està llegint la mà a un soldat, una escultura en bronze d'un llancer italià i una miniatura representant al general Shelly.
Finalment, es pot visitar la biblioteca que compta amb més de 12.000 volums des del segle xvi i es poden contemplar l'única resta de l'edifici octogonal i un tros de l'avió en què va perdre la vida el general Mola durant la Guerra Civil Espanyola.

## Galeria d'imatges

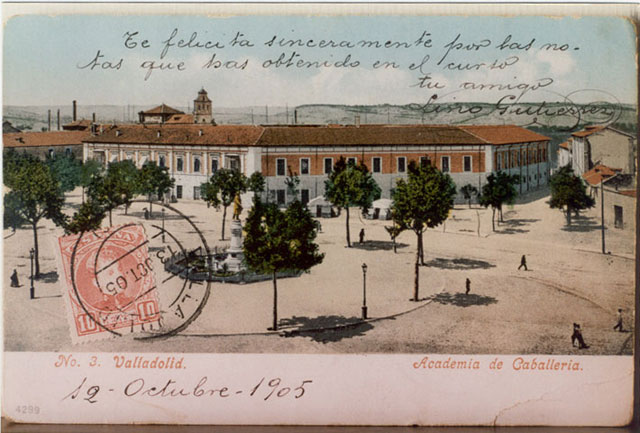
Postal en color d'El Octógono
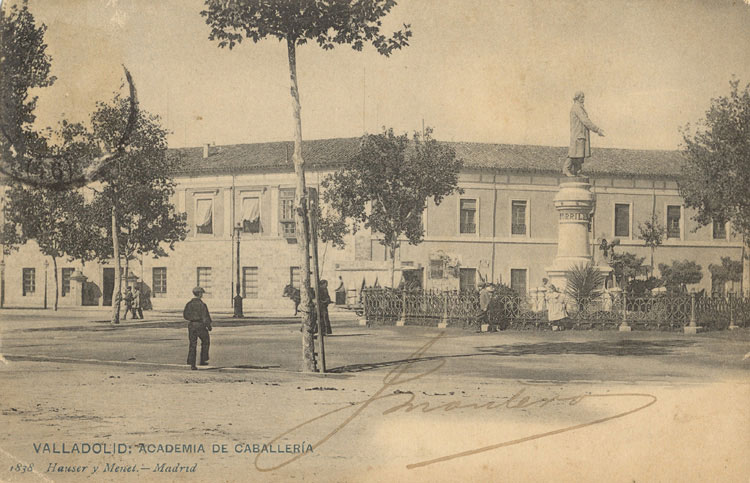
El Octógono
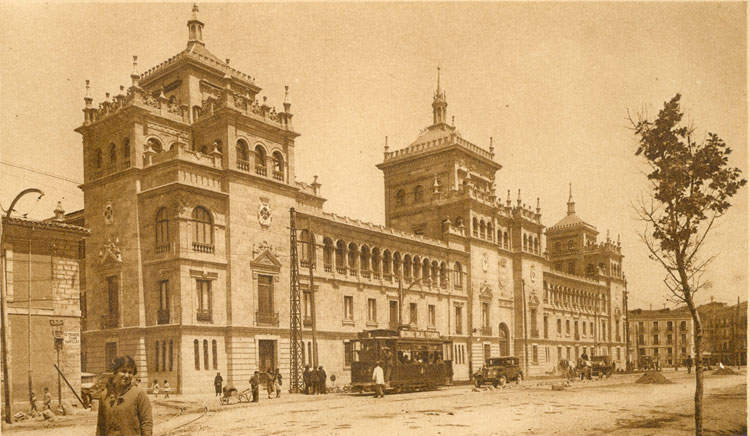
Acadèmia de Cavalleria en els anys 30
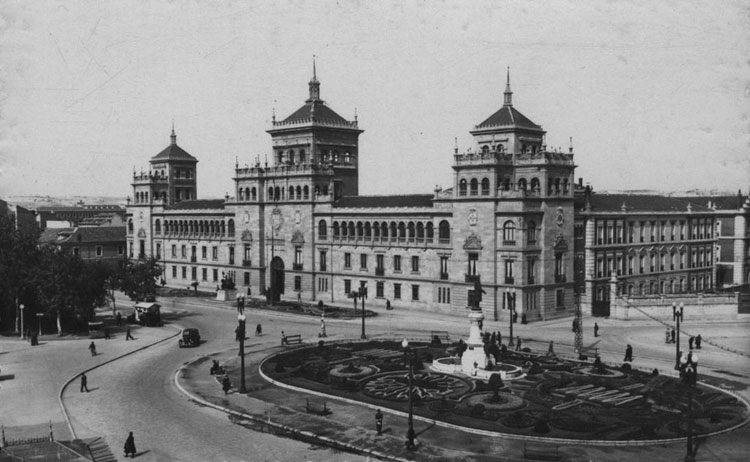
Acadèmia de Cavalleria en els anys 50
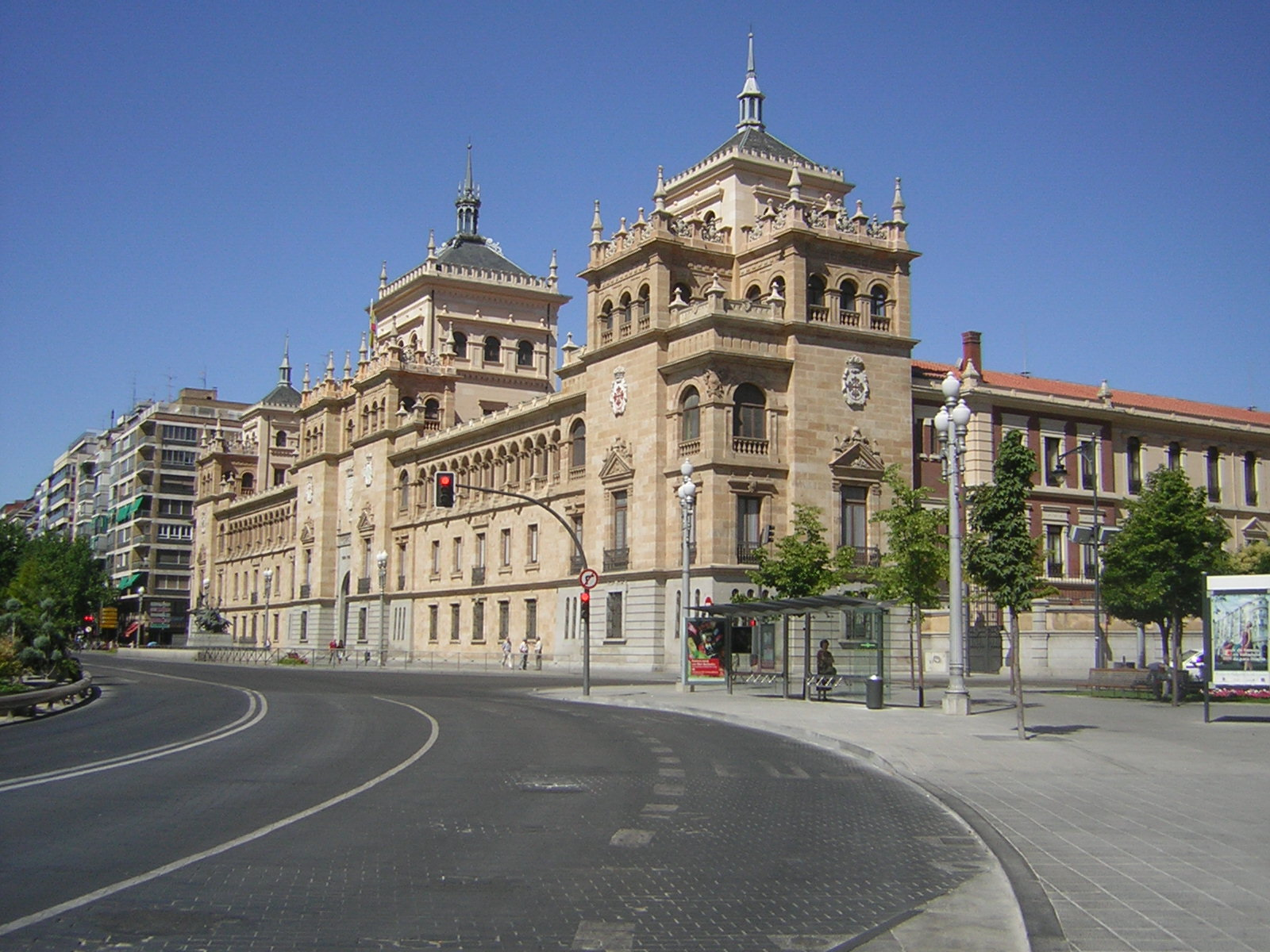
La acadèmia en l'actualitat